# Boys & Girls
Boys & Girls – dziewiąty singel Ayumi Hamasaki, wydany 14 lipca 1999 roku. Jest to pierwszy singel piosenkarki, który osiągnął sprzedaż ponad miliona kopii, a także czwarty najlepiej sprzedający się jej singel (sprzedano 1 038 000 kopii). Singel znalazł się na 1. miejscu w rankingu Oricon.

## Lista utworów
| Nr  | Tytuł                                             | Muzyka  | Aranżacja              | Czas |
| --- | ------------------------------------------------- | ------- | ---------------------- | ---- |
| 1.  | "Boys & Girls (MAD FILTER MIX)"                   | D・A・I |                        | 6:54 |
| 2.  | "Boys & Girls (AUBE Original mix)"                | D・A・I | Naoto Suzuki & D・A・I | 3:56 |
| 3.  | "Boys & Girls (Higher Uplift Mix)"                | D・A・I |                        | 9:50 |
| 4.  | "LOVE ～Destiny～ (TODD'S LOVERS CONVERSION)"     | Tsunku  |                        | 6:03 |
| 5.  | "Boys & Girls (HΛL's Mix)"                        | D・A・I | HΛL                    | 3:59 |
| 6.  | "Boys & Girls (Melt Down Dub Mix)"                | D・A・I |                        | 4:47 |
| 7.  | "TO BE (Bright Mix)"                              | D･A･I   | Naoto Suzuki, D･A･I    | 5:45 |
| 8.  | "Boys & Girls (D-Z PSYCHEDELIC ASSASSIN MIX)"     | D･A･I   |                        | 5:09 |
| 9.  | "Boys & Girls (Dub's club Remix)"                 | D･A･I   |                        | 7:26 |
| 10. | "Boys & Girls (AUBE Original Mix -Instrumental-)" | D･A･I   |                        | 3:53 |

## Wystąpienia na żywo
- 16 lipca 1999 – Music Station – "Boys & Girls"
- 16 lipca 1999 – Pop Jam – "Boys & Girls"
- 16 lipca 1999 – Countdown TV – "Boys & Girls"
- 16 lipca 1999 – Hey! Hey! Hey! – "Boys & Girls"
- 16 lipca 1999 – Utaban – "Boys & Girls"
- 24 września 1999 – J-Pop Night in Velfarre – "Boys & Girls"
- 20 listopada 1999 – All Japan Request Awards – "Boys & Girls"
- 3 grudnia 1999 – Japan Cable Awards – "Boys & Girls"
- 12 grudnia 1999 – Super Dream Live – "Boys & Girls"
- 22 grudnia 1999 – Fresh Live – "Boys & Girls"
- 24 grudnia 1999 – Music Station – "Boys & Girls"
- 25 grudnia 1999 – Pop Jam – "Boys & Girls"
- 31 grudnia 1999 – Japan Record Awards – "Boys & Girls"
- 31 grudnia 1999 – Kohaku – "Boys & Girls"
- 31 sierpnia 2000 – Avex Summer Paradise – "Boys & Girls"